# Elsenfeld
Elsenfeld är en köping (Markt) i Landkreis Miltenberg i Regierungsbezirk Unterfranken i förbundslandet Bayern i Tyskland.